# Louis Magrath King
Louis Magrath King (Jiujiang (China), 1886–1949) was een Brits consul in de regio Dartsedo (Kangding), dat in zijn tijd een grenspost was tussen het Chinees Keizerrijk en Tibet. Hij was schrijver van verschillende boeken over China en Tibet.

## Levensloop
King kreeg opleiding in Zhifu (Chefoo School) en Berkhamsted. Daarna ging hij naar de British China Consular Service in 1905 en werd hij gestationeerd in de plaats Kangding (Tachienlu), Sichuan, van 1913 tot 1915 en 1919 tot 1922. In 1924 verliet hij de Consular Service.
Hij maakte verschillende reizen langs de Chinees-Tibetaanse grens en trouwde met de Tibetaanse Rinchen Lhamo. Begin 20e eeuw gingen ze terug naar het Verenigd Koninkrijk. Hier schreef hij meerdere boeken over China. Zijn vrouw schreef het eerste Engelstalige boek over Tibet, We Tibetans, waarvoor hij een historisch voorwoord schreef.
Hij schonk een collectie Tibetaanse objecten aan het British Museum.